# Лаурі Валонен
Лаурі Валонен (28 листопада 1909 — 2 жовтня 1982) — фінський лижник-двоборець, який виступав у 1930-х роках. Він виграв срібну медаль в індивідуальних змаганнях на Чемпіонаті світу з 
лижних видів спорту FIS 1935 у Високих Татрах.
Валонен також фінішував 4-м в особистому заліку на зимових Олімпійських іграх 1936 року в Гарміш-Партенкірхені.

## Зовнішні посилання
- Лаурі Валонен у Міжнародній федерації лижного спорту та сноуборду